# Veyrier-du-Lac
Pour les articles homonymes, voir Veyrier (homonymie).
Veyrier-du-Lac est une commune française située dans le département de la Haute-Savoie, en région Auvergne-Rhône-Alpes.

## Géographie
Veyrier-du-Lac est une commune de la rive est du lac d'Annecy, située à 5 km au sud-est de la ville d'Annecy, située le long du lac au pied du mont Veyrier.
Les parties constructibles de la commune sont celles situées sur l'étroite bande de terre de quelques centaines de mètres de large entre la montagne et le lac. De temps en temps des éboulements peuvent se produire comme en 2009 où un rocher de 17 tonnes s'est détaché du Mont-Veyrier sans causer de dommages majeurs. Plusieurs éléments de protection existent pour prévenir les chutes de pierre.

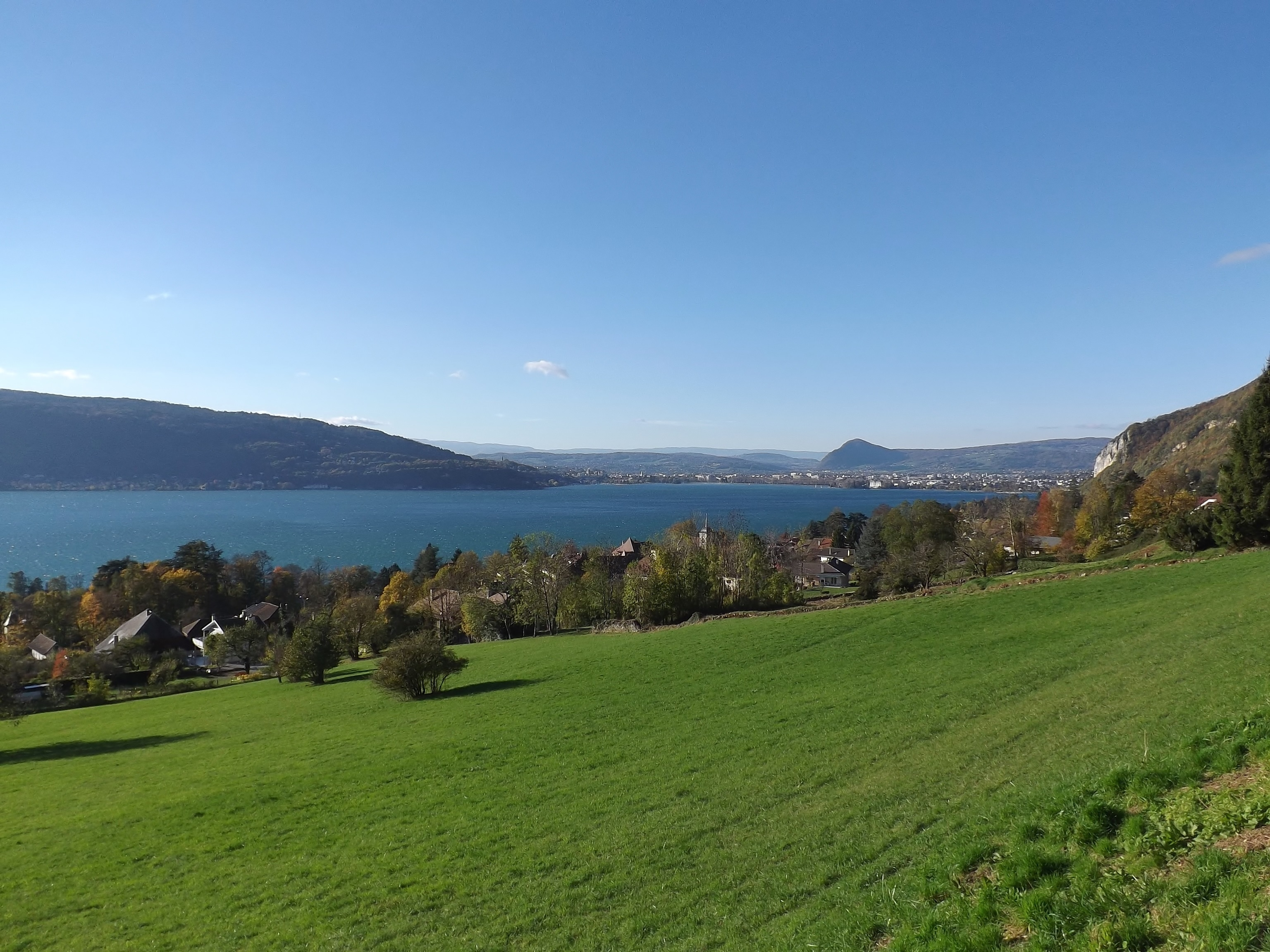
Hauteurs de Veyrier-du-Lac.

## Urbanisme

### Typologie
Au 1er janvier 2024, Veyrier-du-Lac est catégorisée bourg rural, selon la nouvelle grille communale de densité à sept niveaux définie par l'Insee en 2022.
Elle appartient à l'unité urbaine de Veyrier-du-Lac, une agglomération intra-départementale regroupant trois  communes, dont elle est ville-centre,,. Par ailleurs la commune fait partie de l'aire d'attraction d'Annecy, dont elle est une commune de la couronne,. Cette aire, qui regroupe 79 communes, est catégorisée dans les aires de 200 000 à moins de 700 000 habitants,.
La commune, bordée par un plan d’eau intérieur d’une superficie supérieure à 1 000 hectares, le lac d'Annecy, est également une commune littorale au sens de la loi du 3 janvier 1986, dite loi littoral. Des dispositions spécifiques d’urbanisme s’y appliquent dès lors afin de préserver les espaces naturels, les sites, les paysages et l’équilibre écologique du littoral, tel le principe d'inconstructibilité, en dehors des espaces urbanisés, sur la bande littorale des 100 mètres, ou plus si le plan local d’urbanisme le prévoit.

### Occupation des sols
L'occupation des sols de la commune, telle qu'elle ressort de la base de données européenne d’occupation biophysique des sols Corine Land Cover (CLC), est marquée par l'importance des forêts et milieux semi-naturels (44,2 % en 2018), une proportion sensiblement équivalente à celle de 1990 (44,3 %). La répartition détaillée en 2018 est la suivante :
forêts (41,7 %), eaux continentales (39,8 %), zones urbanisées (16 %), espaces ouverts, sans ou avec peu de végétation (2,5 %).
L'IGN met par ailleurs à disposition un outil en ligne permettant de comparer l’évolution dans le temps de l’occupation des sols de la commune (ou de territoires à des échelles différentes). Plusieurs époques sont accessibles sous forme de cartes ou photos aériennes : la carte de Cassini (XVIIIe siècle), la carte d'état-major (1820-1866) et la période actuelle (1950 à aujourd'hui).

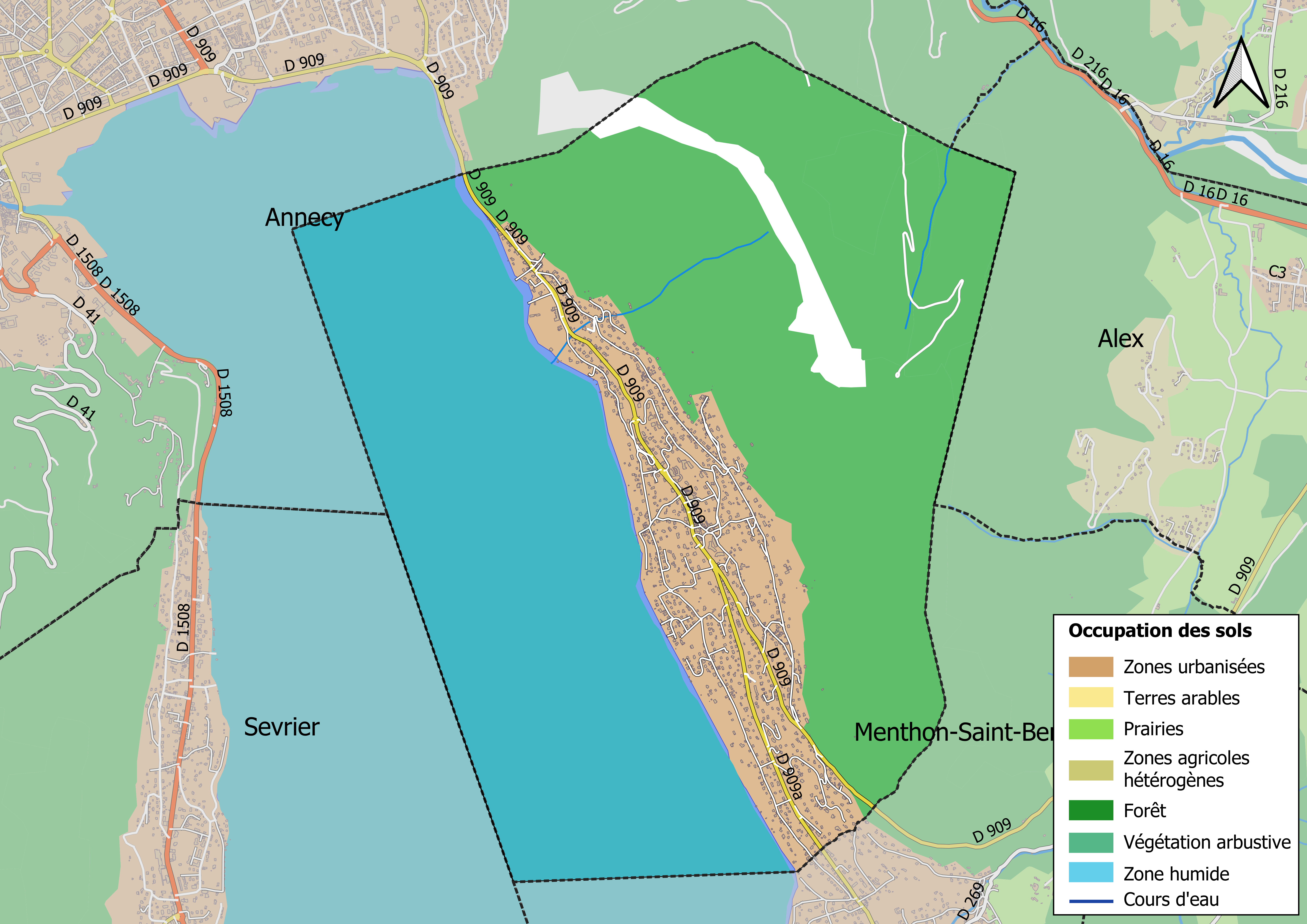
Carte des infrastructures et de l'occupation des sols en 2018 (CLC) de la commune.
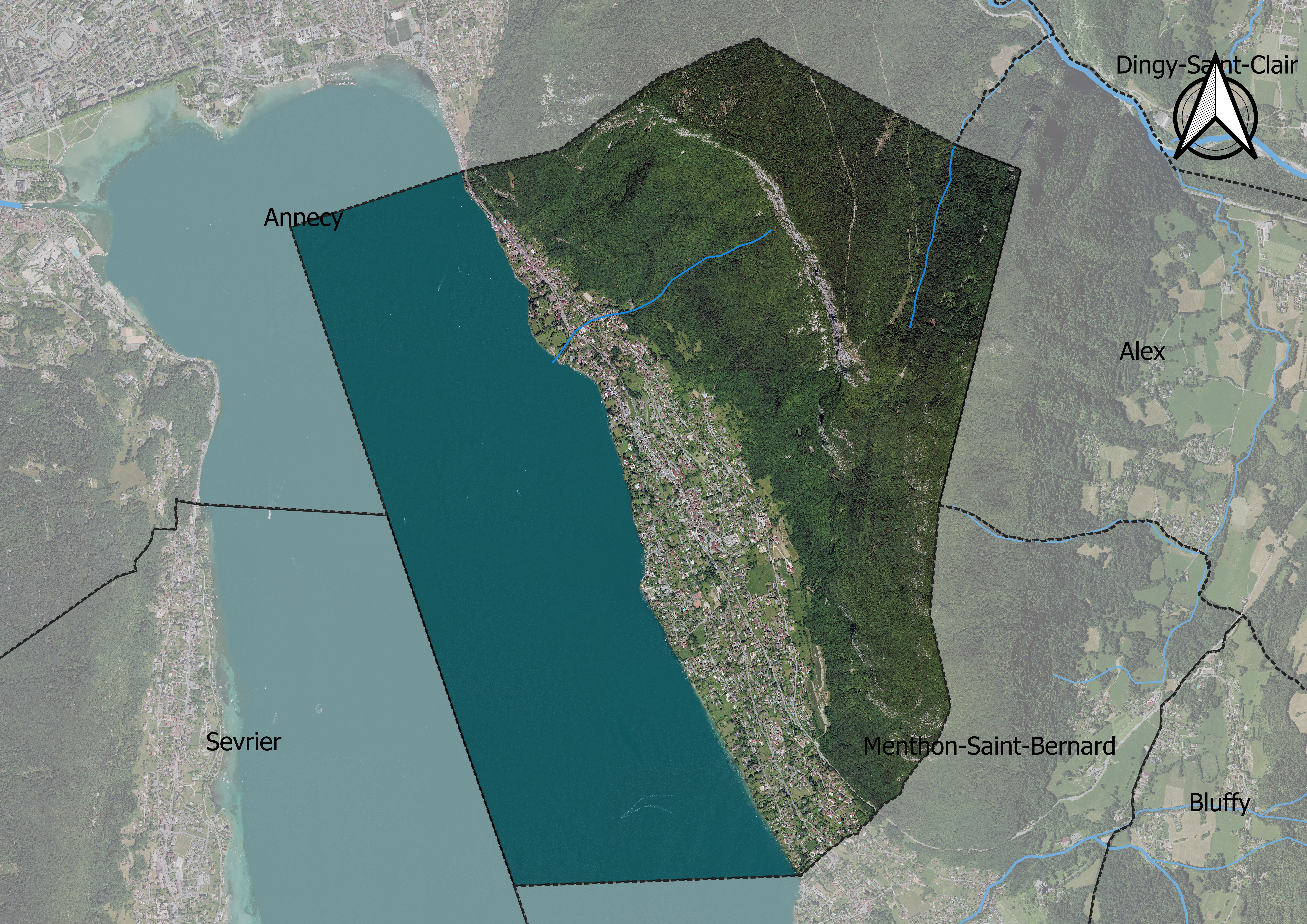
Carte orthophotogrammétrique de la commune.

## Toponymie
La commune de Vairier devient officiellement Veyrier-du-Lac, au lieu de Vairier d'Annecy, par le décret du 18 janvier 1901 (paru au J.O. du 13 août 1901),.
Le toponyme « Veyrier » proviendrait d'un ancien fundus romain (domaine gallo-romain) Viriacus ou Veriacus, formé par le gentilice Virius ou Verius, associé au suffixe -acus. On trouve les formes Vaire ou encore Variacum, Variaci sur le cartulaire de l'abbaye de Talloires de la fin du XIIe siècle- début du XIIIe siècle,. Puis plus tard, la forme Voyriey est mentionnée en 1257, ensuite la forme Vairier semble se stabiliser avec notamment la variante Vairier d'Annecy,.
En francoprovençal, le nom de la commune s'écrit Vêrî (graphie de Conflans) ou Vêrér (ORB).

## Histoire

### Périodes préhistorique et antique
Sur les nombreuses grottes que l'on trouve au pied de la montagne, côté lac d'Annecy, seules la grotte dite « Trou du Renard », ou encore la grotte du Fortin contiennent des traces remontant à la période du Néolithique (squelettes, poteries). La station préhistorique de Vieugy, au lieu-dit « Sous les Guerres », est considérée comme plus importante avec la découverte d'outils (meules, pierres à broyer, poteries) ou encore une hache de bronze,.
Le site se trouve en territoire des Allobroges qui contrôlent l'avant-pays plat, entre le Rhône et les Alpes.
Les Romains interviennent dans les environs à partir du IIe siècle av. J.-C. Une fois le territoire pacifié, ils construisent des routes afin de commercer et notamment la route secondaire reliant Turin à Genève, passant par le village de Verthier en provenance de la mansio Casuaria (village de Viuz sur la commune de Faverges), qui se développe au Ier siècle, sur la rive droite du lac. Toutefois, Veyrier possède les traces d'une villa au lieu-dit Morat, dont le nom en latin muratum semble évoquer d'anciennes murailles. Sur le même site, des traces attribuées à la présence burgonde ont été retrouvées (sarcophage, monnaies, poteries ou encore des sépultures).

### Période médiévale
La paroisse est mentionnée au XIIe siècle, sous les formes Vaire ou encore Variacum. Bien que mentionnée dans le cartulaire de l'abbaye de Talloires de la fin du XIIe siècle- début du XIIIe siècle, la paroisse, dédiée à saint Maurice d'Agaune, ne semble pas dépendre du monastère. Elle est réunie à la collégiale de Notre-Dame d'Annecy en 1587.
Veyrier appartient à la famille de Menthon. Les habitants relèvent de la châtellenie d'Annecy.

### Période contemporaine

#### La culture de la vigne
Les pentes situées en dessous de la Montagne de Veyrier accueillent des vignes. Au début du XXe siècle, la surface est estimée à 26 ha au niveau des villages de Chavoires et de Chabloux.

#### Développement touristique
En 1935, à l'initiative du banquier annécien Léon Laydernier, un téléphérique est aménagé entre la commune et le mont Veyrier. La gare d'arrivée offre un remarquable belvédère sur Annecy, son lac et sa région et dispose d'un hôtel-refuge de douze lits,,.
Dans les années 1980, l'infrastructure devient vieillissante et l'activité touristique tourne au ralenti,. Les nouvelles réglementations en matière de sécurité imposent dès lors la fermeture de l'activité en 1984,. La commune de Veyrier rachète l'ensemble pour un franc symbolique. À la suite d'un incident, la gare supérieure est démolie en 2001. En 2014, la gare inférieure du téléphérique est aménagée pour accueillir la cinémathèque des Pays de Savoie et de l'Ain.

## Politique et administration

### Situation administrative
La commune appartient au canton de Faverges, qui depuis le redécoupage cantonal de 2014, est composé de 27 communes dont Alex, Lathuile, La Balme-de-Thuy, Chevaline, Le Bouchet-Mont-Charvin, Les Clefs, Cons-Sainte-Colombe, La Clusaz, Doussard, Entremont, Giez, Dingy-Saint-Clair, Marlens, Le Grand-Bornand, Montmin, Lathuile, Saint-Ferréol, Seythenex, Manigod, Saint-Jean-de-Sixt, Les Villards-sur-Thônes, Talloires, Thônes, Lathuile, Serraval. La ville de Faverges en est le bureau centralisateur. Auparavant la commune était attachée au canton d'Annecy-le-Vieux.
Elle est aussi membre du Grand Annecy qui remplace depuis le 1er janvier 2017 la communauté de communes de la Tournette, qui comportait quatre communes.
La commune relève de l'arrondissement d'Annecy et de la deuxième circonscription de la Haute-Savoie.

### Liste des syndics et maires
Durant la période du duché de Savoie (XVe siècle à 1792), la commune est gérée par un premier syndic et son conseil. Ce dernier est désigné pour un an. La charge de syndic disparaît en 1792 lorsque le duché est occupé par les troupes révolutionnaires françaises. L'administration française met en place la fonction de maire. À la suite de la Restauration des États de Savoie en 1815, Veyrier retrouve le système de gestion sarde jusqu'à l'Annexion de la Savoie à la France (1860).
| Période                                  | Période | Identité           | Étiquette | Qualité |
| ---------------------------------------- | ------- | ------------------ | --------- | ------- |
| ...                                      | ...     |                    | …         |         |
| Les données manquantes sont à compléter. |         |                    |           |         |
| 1843                                     | 1846    | Francois Rachel    |           |         |
| 1846                                     | 1851    | Philippe Brave     |           |         |
| 1852                                     | 1852    | Gaspard Bocquet    |           |         |
| 1852                                     | 1854    | Charles de Fésigny |           |         |
| 1855                                     | 1856    | André Lacombe      |           |         |
| 1856                                     | 1858    | Nicolas Tardivel   |           |         |
| 1858                                     | 1860    | Claude Rachel      |           |         |

| Période                                  | Période                   | Identité                  | Étiquette | Qualité |
| ---------------------------------------- | ------------------------- | ------------------------- | --------- | --- |
| Septembre 1860                           | Décembre 1861             | Jean Communal             |           | |
| Décembre 1861                            | Mai 1871                  | Casimir Dompmartin        |           | |
| Septembre 1871                           | Septembre 1873            | Jean Quétan               |           | |
| Septembre 1873                           | Octobre 1873              | André Lacombe             |           | |
| Octobre 1873                             | Octobre 1878              | Jean Communal             |           | |
| Octobre 1878                             | Août 1899                 | Hector-Marie de Fésigny   |           | |
| Août 1899                                | Mai 1900                  | Jean BLanc                |           | |
| Mai 1900                                 | Mai 1904                  | Francois-Joseph Burnet    |           | Cultivateur                                                                                                |
| Mai 1904                                 | Novembre 1919             | Jean-Marie Lacombe        |           | Cultivateur                                                                                                |
| Décembre 1919                            | Mai 1925                  | Jean Rivollet             |           | Cultivateur                                                                                                |
| Mai 1925                                 | Mai 1929                  | Francois Miège            |           | Cultivateur                                                                                                |
| Mai 1929                                 | Février 1937              | Eugène Rachel             |           | Industriel                                                                                                 |
| Février 1937                             | ?                         | Joseph-Isidore Lacombe    |           | Cultivateur                                                                                                |
| Les données manquantes sont à compléter. |                           |                           |           | |
| ?                                        | 1972                      | Charles Mérieux           |           | Médecin |
| juin 1972                                | mars 1977                 | Général François Anthoine |           | |
| mars 1977                                | mars 1983                 | Jean Brunet               |           | Notaire |
| mars 1983                                | mars 1989                 | Francois Sautier          |           | |
| mars 1989                                | juin 1995                 | Bernard Guerin            |           | |
| juin 1995                                | mars 2001                 | Gabriel Boy               |           | |
| mars 2001                                | mars 2008                 | Marie-Antoinette Giraud   | DVD       | Retraitée de l'éducation                                                                                   |
| mars 2008                                | mai 2020                  | Sylvie Maniglier          | DVD       | Fonctionnaire                                                                                              |
| 25 mai 2020                              | 12 avril 2021 (démission) | Thomas Terrier            | SE        | Vice-président du SILA Vice-président de la communauté d’agglomération du Grand Annecy, en charge de l'eau |
| juillet 2021                             | En cours                  | Vanessa Bruno             | SE        | |
| Les données manquantes sont à compléter. |                           |                           |           | |

## Population et société

### Démographie
Ses habitants sont appelés les Veyrolaines et les Veyrolains.
L'évolution du nombre d'habitants est connue à travers les recensements de la population effectués dans la commune depuis 1793. Pour les communes de moins de 10 000 habitants, une enquête de recensement portant sur toute la population est réalisée tous les cinq ans, les populations de référence des années intermédiaires étant quant à elles estimées par interpolation ou extrapolation. Pour la commune, le premier recensement exhaustif entrant dans le cadre du nouveau dispositif a été réalisé en 2007.

En 2022, la commune comptait 2 308 habitants, en évolution de +1,27 % par rapport à 2016 (Haute-Savoie : +6,01 %, France hors Mayotte : +2,11 %).
| 1793 | 1800 | 1806 | 1822 | 1838 | 1848 | 1858 | 1861 | 1866 |
| ---- | ---- | ---- | ---- | ---- | ---- | ---- | ---- | ---- |
| 572  | 584  | 643  | 636  | 710  | 724  | 720  | 704  | 754  |

| 1872 | 1876 | 1881 | 1886 | 1891 | 1896 | 1901 | 1906 | 1911 |
| ---- | ---- | ---- | ---- | ---- | ---- | ---- | ---- | ---- |
| 743  | 741  | 692  | 667  | 623  | 600  | 578  | 551  | 514  |

| 1921 | 1926 | 1931 | 1936 | 1946 | 1954 | 1962 | 1968  | 1975  |
| ---- | ---- | ---- | ---- | ---- | ---- | ---- | ----- | ----- |
| 465  | 556  | 586  | 657  | 786  | 899  | 943  | 1 311 | 1 700 |

| 1982  | 1990  | 1999  | 2006  | 2007  | 2012  | 2017  | 2022  | - |
| ----- | ----- | ----- | ----- | ----- | ----- | ----- | ----- | - |
| 1 770 | 1 967 | 2 063 | 2 130 | 2 138 | 2 327 | 2 251 | 2 308 | - |

### Enseignement

#### Établissements éducatifs
La commune de Veyrier-du-Lac est rattachée à l'académie de Grenoble.
Au 1er novembre 2017, Veyrier-du-Lac compte 1 école maternelle et 1 école élémentaire, toutes deux publiques. Les écoles publiques sont gérées par les services de la mairie de Veyrier-du-Lac.

### Manifestations culturelles et festivités
Festival de Pâques, douzième édition en mars 2016 : festival de musiques anciennes et de musiques baroques, autour de l'orgue Lanfon-Veyrier.

### Lieux de cultes
La commune de Veyrier-du-Lac appartient à la paroisse Saint-Germain du lac qui regroupe l'ensemble les communes de la rive droite du lac d'Annecy. Elle est l'une des composantes de la doyenné d'Annecy, dans le diocèse d'Annecy.

## Économie
En 2014, la capacité d'accueil de la commune, estimée par l'organisme Savoie Mont Blanc, est de 1 702 lits touristiques répartis dans 305 structures. Les hébergements marchands se répartissent comme suit : 68 meublés ; 5 hôtels et un camping.

## Culture locale et patrimoine

### Lieux et monuments
- Église Saint-Maurice et son orgue entre 1852 et 1855[41].
- Château de Fésigny ou de La Ruaz (XVIe siècle), restauré, inscrit aux Monuments historiques en 1993[42].
- Ancien téléphérique du Mont-Veyrier et de la station de Veyrier-Mont-Baron (inauguré en 1935)[23]. Il a depuis été transformé en cinémathèque des Pays de Savoie et de l'Ain. Les nouveaux locaux ont été inaugurés le 13 novembre 2014[43].
- Parc de la fondation Marcel-Mérieux.
- Four de Chavoires.
- Belvédères le long de la crête montagneuse du Mont Veyrier et du Mont Baron.

### Espaces verts et fleurissement
En 2014, la commune de Veyrier-du-Lac bénéficie du label « ville fleurie » avec « une fleur » attribuée par le Conseil national des villes et villages fleuris de France au concours des villes et villages fleuris.

### Héraldique
| Armes de Veyrier du Lac | Les armes de Veyrier-du-Lac se blasonnent ainsi : De gueules à la croix d'argent, chargée d'une grappe de raisin de pourpre, feuillée et pamprée de sinople, cantonnée de quatre poissons d'azur, la tête d'or et lorrés du même, affrontés deux à deux en sautoir. |

### Personnalités liées à la commune
- Paul-André Doyen (1881-1974), général de la Seconde Guerre mondiale, maire de Veyrier pendant 25 ans[45]
- Marc Veyrat (1950-), restaurateur savoyard, ayant possédé le restaurant « La Maison de Marc Veyrat », créé en 1992 sous le nom de « L'Auberge de l'Éridan » et fermé depuis 2009[46].
- Michael Nelson, patron de l'agence de presse Reuters, qui fut dans un premier temps installé à Menthon-Saint-Bernard, dans les années 1970[47].
- Yoann Conte, ancien second de Marc Veyrat lui ayant succédé en 2009 à la tête de l'Auberge de l'Éridan rebaptisée Restaurant Yoann Conte. Celui-ci a pris sa seconde étoile au Guide Michelin en 2013[48].
- Bernard Accoyer, ancien Président de l'Assemblée nationale française, y réside depuis les années 1980[49].
- Georges Salomon (1925-2010), industriel français du ski et fondateur de la marque ski, a résidé à Veyrier à la fin de sa vie dans une demeure située dans une grande propriété attenante au lac d'Annecy[50].
- Charlotte Béquignon-Lagarde (1900-1993), juriste et magistrate française.